# Where Do You Find Love
Where Do You Find Love è un singolo della cantautrice neozelandese Clara van Wel, pubblicato il 7 dicembre 2012 su etichetta Sony Music.

## Tracce
1. Where Do You Find Love – 2:37

## Classifiche
| Classifica (2012) | Posizione massima |
| ----------------- | ----------------- |
| Nuova Zelanda     | 3                 |